# Novopokrovski (Primorsko-Akhtarsk)
|  | Per a altres significats, vegeu «Novopokrovski (Novopokróvskaia)». |

Novopokrovski  - Новопокровский (rus) és un khútor del krai de Krasnodar, a Rússia. És a 14 km al sud de Primorsko-Akhtarsk i a 113 km al nord-oest de Krasnodar.
En formen part:
- Novonekrassovski és un khútor del krai de Krasnodar, a Rússia. És a 21 km al sud-est de Primorsko-Akhtarsk i a 109 km al nord-oest de Krasnodar.[1]
- Adjanovka és un khútor del krai de Krasnodar, a Rússia. És a 11 km a l'est de Primorsko-Akhtarsk i a 117 km al nord-oest de Krasnodar.[2]
- Lotos és un khútor del krai de Krasnodar, a Rússia. És a 25 km al sud-est de Primorsko-Akhtarsk i a 103 km al nord-oest de Krasnodar.[3]
- Brigadni és un possiólok del krai de Krasnodar, a Rússia. És a 9 km a l'est de Primorsko-Akhtarsk i a 120 km al nord-oest de Krasnodar.[4]